# Jayden Bogle
Jayden Ian Bogle (* 27. Juli 2000 in Reading) ist ein englischer Fußballspieler, der seit September 2020 bei Sheffield United unter Vertrag steht. Der rechte Außenverteidiger ist seit Juni 2019 englischer U20-Nationalspieler.

## Karriere

### Verein
Jayden Bogle begann mit dem Fußballspielen bei Swindon Town und wechselte im Januar 2016 in die Jugend von Derby County. Nachdem er zwei Jahre in der U-18-Mannschaft gespielt hatte, wurde Bogle zur Saison 2018/19 in die erste Mannschaft der Rams befördert. Unter dem neuen Trainer Frank Lampard startete Bogle regelmäßig in Vorbereitungsspielen und verdiente sich einen Platz im Kader Derbys. Sein Debüt bestritt er am 14. August 2018 beim 2:0-Pokalsieg gegen Oldham Athletic. Bereits vier Tage später startete er erstmals in der Liga bei der 1:2-Auswärtsniederlage gegen den FC Millwall. Unter Lampard etablierte er sich in seiner ersten Saison bereits in der Startformation und kam in 40 Zweitligaspielen bis auf ein einziges Mal immer von Beginn zum Einsatz, wobei er zwei Tore erzielte und neun vorbereitete. Zudem kam er in 3 Spielen in den Aufstiegs-Play-offs zum Einsatz und erzielte ein Tor. Im Finale um den Aufstieg musste man sich Aston Villa geschlagen geben. In der nächsten Spielzeit 2019/20 spielte Derby County keine Rolle im Aufstiegskampf und klassierte sich im Mittelfeld der Tabelle. Bogle war weiterhin unumstrittener Stammspieler und absolvierte 37 Ligaspiele, in denen ihm ein Treffer und fünf Vorlagen gelangen.
Am 7. September 2020 wechselte er zum Erstligisten Sheffield United, wo er einen Vierjahresvertrag unterzeichnete. Am Saisonende stieg Jayden Bogle (16 Spiele / 2 Tore) mit seiner neuen Mannschaft als Tabellenletzter aus der Premier League 2020/21 ab.